# Square Dunois
Le square Dunois est une voie du 13e arrondissement de Paris, en France.

## Situation et accès
Le square Dunois est une voie privée située dans le 13e arrondissement de Paris. De nombreux commerces de proximité tels qu'un salon de coiffure, une pharmacie, un centre dentaire ou une ludothèque y sont implantés.

## Origine du nom

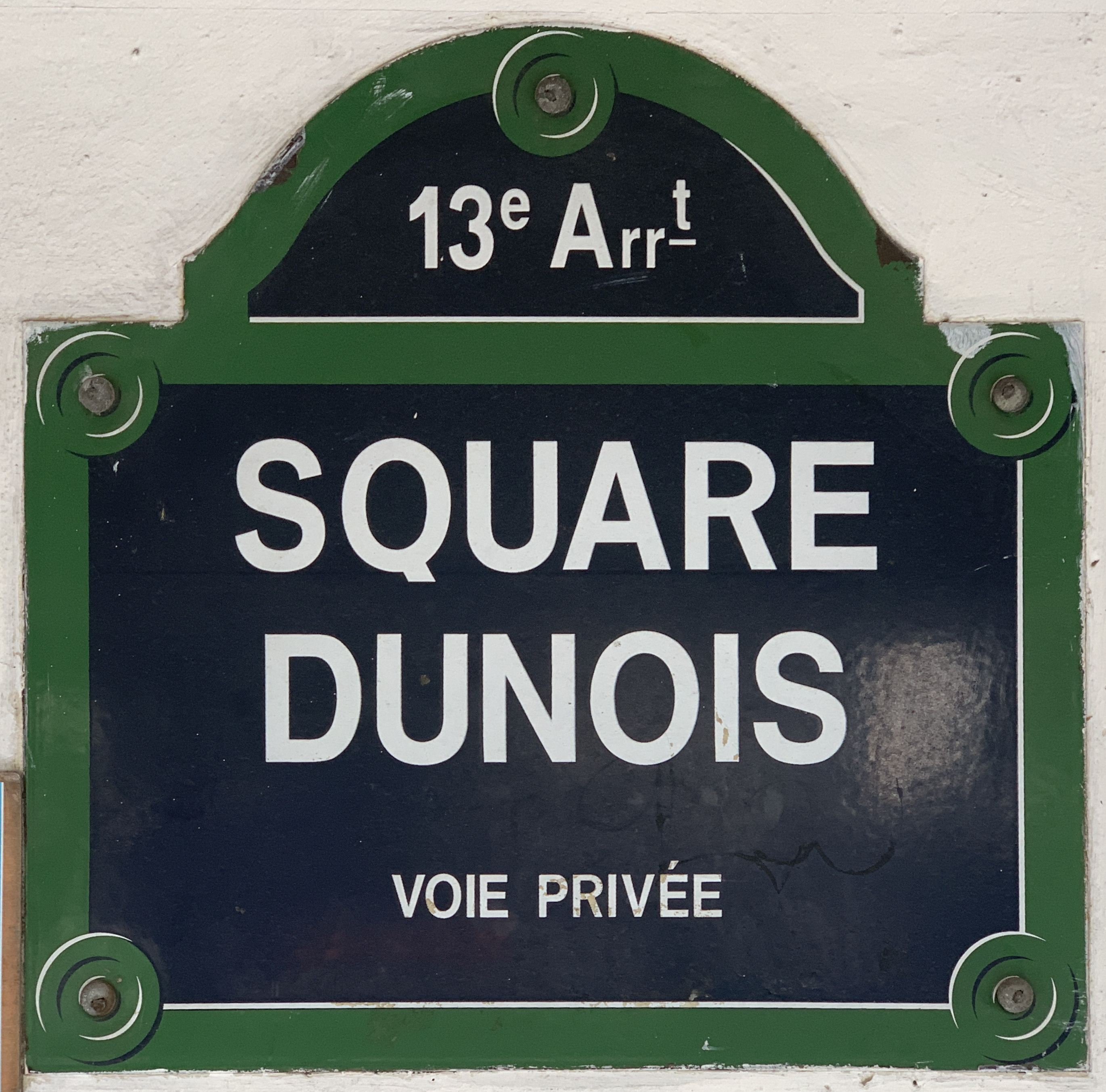
Plaque de la rue.

Il tient son nom de son voisinage avec la rue Dunois qui honore le comte Jean de Dunois, bâtard d'Orléans et compagnon d'armes de Jeanne d'Arc.

## Historique
La voie est créée en 1974 et prend sa dénomination actuelle le 12 septembre de la même année. 